# جیانلوکا سیمئونه
جیانلوکا سیمئونه (انگلیسی: Gianluca Simeone؛ زادهٔ ۲۳ ژوئیهٔ ۱۹۹۸) بازیکن فوتبال اهل آرژانتین است که در حال حاضر برای باشگاه ورزشی تودلانو بازی می‌کند. 

## حرفه
سیمئونه حرفه خود را با باشگاه فوتبال ریور پلاته آغاز کرد، جایی که یک دوره قرضی در باشگاه فوتبال فروزینونه داشت. او در سال ۲۰۱۸ به تیمی از لیگ برتر فوتبال شیلی، باشگاه فوتبال لا کاله را قرض داده شد و در تاریخ ۲۰ ژوئن در پیروزی دور دوم کوپا شیلی مقابل باشگاه فوتبال ماگالانز اولین بازی خود را در سطح بزرگسالان انجام داد. سیمئونه در دور بعدی دو بازی دیگر نیز در برابر باشگاه فوتبال پالستینو که در نهایت برنده شدند، انجام داد. او بدون اینکه در لیگ بازی کند به باشگاه فوتبال ریور پلاته بازگشت، هرچند سه بار به عنوان بازیکن تعویضی بلااستفاده باقی ماند. در سال ۲۰۱۹، سیمئونه به تیمی از لیگ برتر فوتبال آرژانتین، باشگاه فوتبال جیمناسیا لاپلاتا پیوست. اولین بازی او در برابر اتلتیکو توکومان به زودی پس از آن انجام شد.
در ۱۳ اوت ۲۰۱۹، سیمئونه به صورت قرضی توسط تیم سگوندا دیویسیون بی باشگاه ورزشی ایبیزا جذب شد. اما بلافاصله به تیم ذخیره آن‌ها، سانت را فل در ترسرا فدراسیون منتقل شد. او در دومین بازی خود برای سانت را فل در مقابل فورمنترا در ۱ سپتامبر گلزنی کرد. اولین هت‌تریک او در سطح بزرگسالان در تاریخ ۲۲ فوریه ۲۰۲۰ در برابر سانتانی به ثبت رسید. این مهاجم در پایان فصل ترسرا فدراسیون ۲۰۲۰-۲۰۱۹ به جیمناسیا بازگشت و در ۲۵ بازی سیزده گل به ثمر رساند. در اوت ۲۰۲۰، سیمئونه به اسپانیا بازگشت و به تیم دسته سوم سی‌دی ایبیزا پیوست. او در سومین بازی خود در برابر سولر در ۱ نوامبر هت‌تریک کرد.
در فصل ۲۰۲۲–۲۳، سیمئونه برای خرز دپورتیوو بازی کرد و قبل از فصل ۲۰۲۳–۲۴ به سی‌دی تودلانو منتقل شد.

## زندگی شخصی
سیمئونه پسر مربی فوتبال دیگو سیمئونه است. برادران او جیووانی سیمئونه و جیولیانو سیمئونه نیز فوتبالیست حرفه‌ای هستند.